# Maisons (Calvados)
Pour les articles homonymes, voir Maisons.
Maisons est une commune française, située dans le département du Calvados en Normandie, peuplée de 430 habitants.

## Géographie

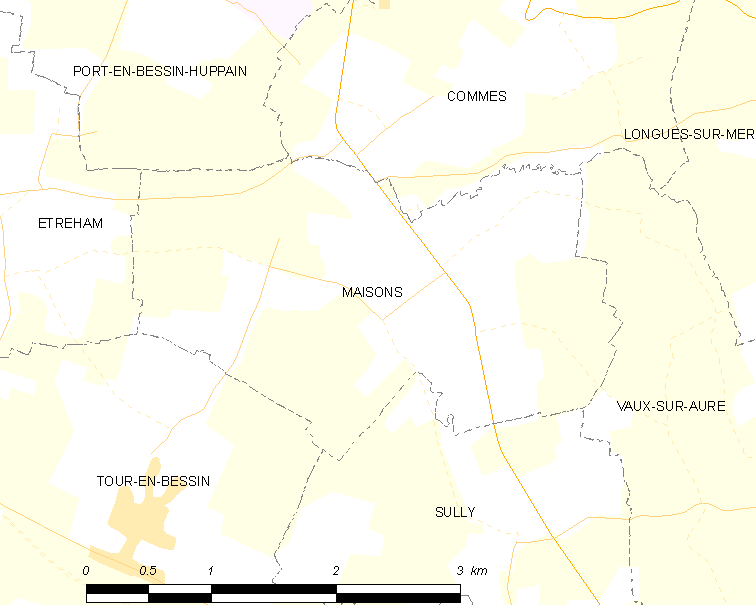
Carte de la commune.

La commune se trouve dans le pays du Bessin, à la confluence entre la Drôme et l'Aure. Maisons se situe entre Bayeux et Port-en-Bessin-Huppain, à cinq kilomètres de Bayeux et quatre kilomètres de Port-en-Bessin.
| Port-en-Bessin-Huppain | Commes  |               |
| Étréham                | Maisons | Vaux-sur-Aure |
| Tour-en-Bessin         |         | Sully         |

### Hydrographie
La commune est située dans le bassin Seine-Normandie. Elle est drainée par l'Aure, la Drome, le fossé 01 de Maurepas, la Drôme, l'Aure, le Cachiau et divers autres petits cours d'eau,.
L'Aure, d'une longueur de 82 km, prend sa source dans la commune de 28 et se jette  dans la Vire en limite d'28, Isigny-sur-Mer et Carentan-les-Marais, après avoir traversé 26 communes. Les caractéristiques hydrologiques de l'Aure sont données par la station hydrologique située sur la commune. Le débit moyen mensuel est de 3,59 m3/s. Le débit moyen journalier maximum est de 61,9 m3/s, atteint lors de la crue du 26 janvier 1995. Le débit instantané maximal est quant à lui de 71,8 m3/s, atteint le même jour.

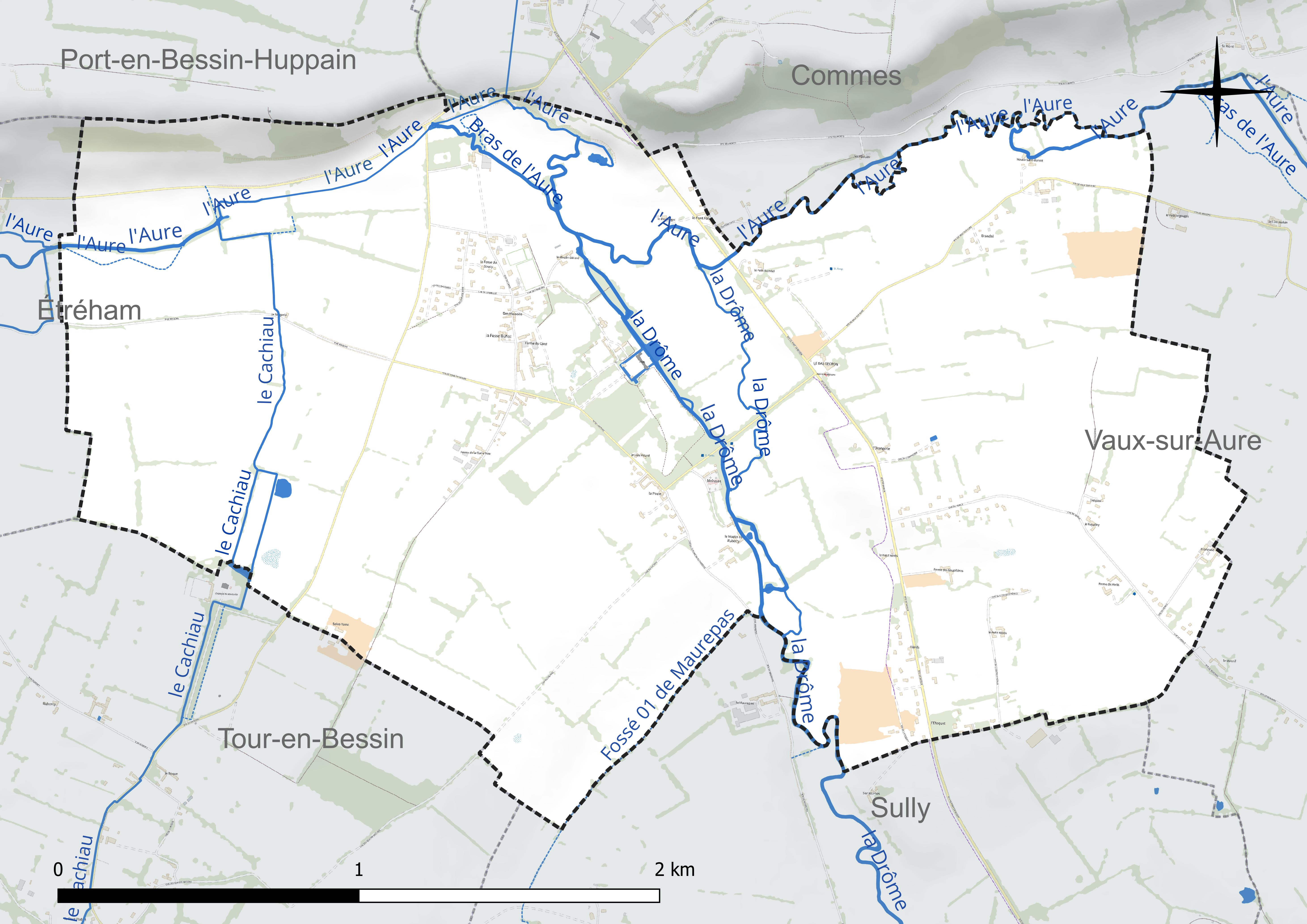
Réseau hydrographique de Maisons.

La Drôme, d'une longueur de 58 km, prend sa source dans la commune de 28 et se jette  dans l'Aure sur la commune, après avoir traversé 26 communes. Les caractéristiques hydrologiques de la Drôme sont données par la station hydrologique située sur la commune de 28. Le débit moyen mensuel est de 2,63 m3/s. Le débit moyen journalier maximum est de 34,2 m3/s, atteint lors de la crue du 26 janvier 1995. Le débit instantané maximal est quant à lui de 39,2 m3/s, atteint le même jour.

### Climat
Pour des articles plus généraux, voir Climat de la Normandie et Climat du Calvados.
En 2010, le climat de la commune est de type climat océanique franc, selon une étude du CNRS s'appuyant sur une série de données couvrant la période 1971-2000. En 2020, Météo-France publie une typologie des climats de la France métropolitaine dans laquelle la commune est exposée à un climat océanique et est dans la région climatique  Normandie (Cotentin, Orne), caractérisée par une pluviométrie relativement élevée (850 mm/a) et un été frais (15,5 °C) et venté. Parallèlement le GIEC normand, un groupe régional d’experts sur le climat, différencie quant à lui, dans une étude de 2020, trois grands types de climats pour la région Normandie, nuancés à une échelle plus fine par les facteurs géographiques locaux. La commune est, selon ce zonage, exposée à un « climat des plateaux abrités », correspondant à la plaine agricole de Caen à Falaise, sous le vent des collines de Normandie et proche de la mer, se caractérisant par une pluviométrie et des contraintes thermiques modérées.
Pour la période 1971-2000, la température annuelle moyenne est de 10,9 °C, avec  une amplitude thermique annuelle de 11,4 °C. Le cumul annuel moyen de précipitations est de 769 mm, avec 13,1 jours de précipitations en janvier et 7,9 jours en juillet. Pour la période 1991-2020, la température moyenne annuelle observée sur la station météorologique la plus proche, située sur la commune de Balleroy-sur-Drôme à 17 km à vol d'oiseau, est de 11,2 °C et le cumul annuel moyen de précipitations est de 924,3 mm,. Pour l'avenir, les paramètres climatiques de la commune estimés pour 2050 selon différents scénarios d’émission de gaz à effet de serre sont consultables sur un site dédié publié par Météo-France en novembre 2022.

## Urbanisme

### Typologie
Au 1er janvier 2024, Maisons est catégorisée commune rurale à habitat dispersé, selon la nouvelle grille communale de densité à 7 niveaux définie par l'Insee en 2022.
Elle est située hors unité urbaine. Par ailleurs la commune fait partie de l'aire d'attraction de Bayeux, dont elle est une commune de la couronne,. Cette aire, qui regroupe 29 communes, est catégorisée dans les aires de moins de 50 000 habitants,.

### Occupation des sols
L'occupation des sols de la commune, telle qu'elle ressort de la base de données européenne d’occupation biophysique des sols Corine Land Cover (CLC), est marquée par l'importance des territoires agricoles (100 % en 2018), une proportion identique à celle de 1990 (100 %). La répartition détaillée en 2018 est la suivante : 
terres arables (48,2 %), prairies (33,5 %), zones agricoles hétérogènes (18,4 %). L'évolution de l’occupation des sols de la commune et de ses infrastructures peut être observée sur les différentes représentations cartographiques du territoire : la carte de Cassini (XVIIIe siècle), la carte d'état-major (1820-1866) et les cartes ou photos aériennes de l'IGN pour la période actuelle (1950 à aujourd'hui).

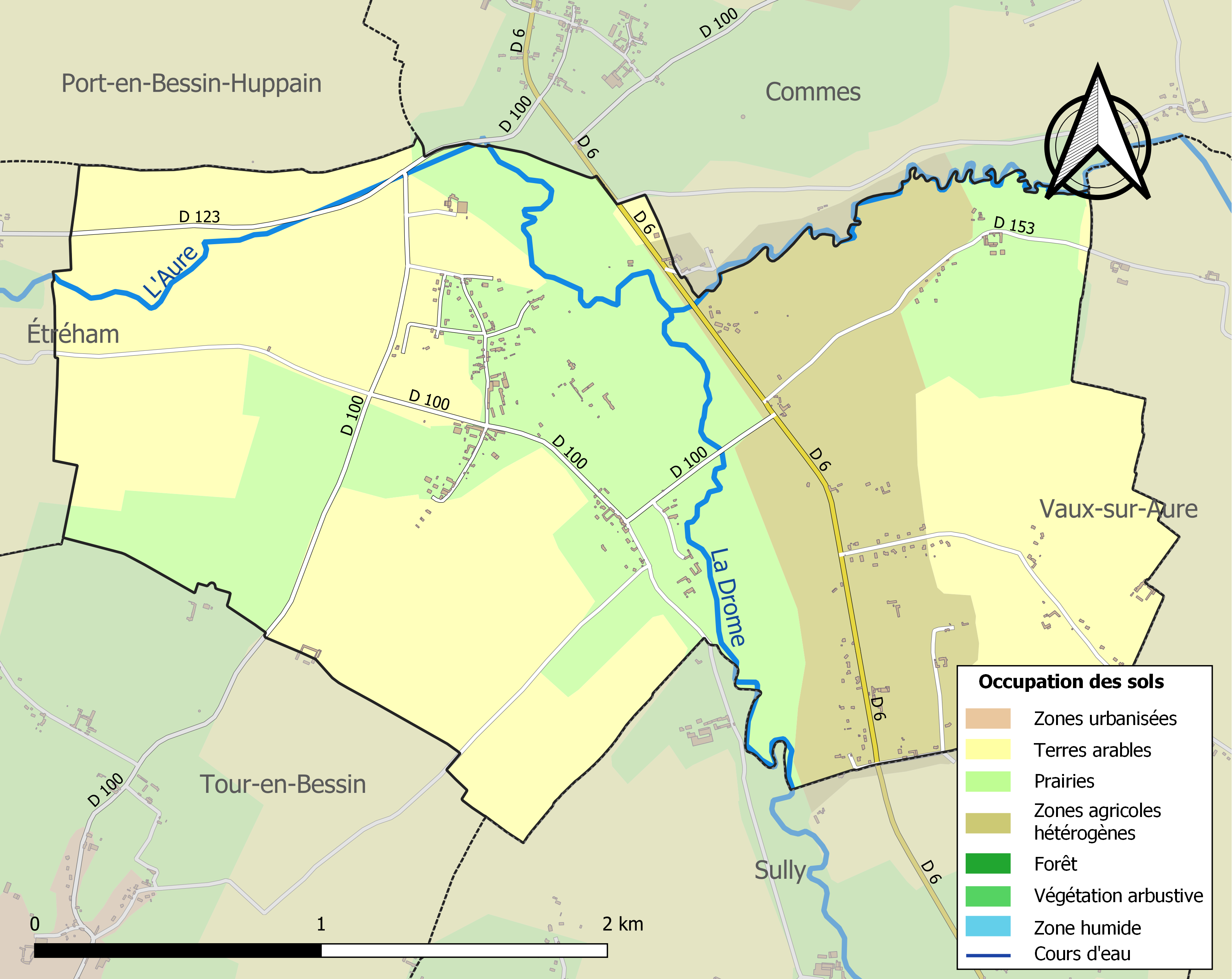
Carte des infrastructures et de l'occupation des sols de la commune en 2018 (CLC).

## Toponymie
Le nom de la localité est attesté sous la forme Maysons en 1234.
Le toponyme est issu du pluriel de l'oïl maison. Il s'agit d'une formation toponymique précoce du Moyen Âge (absence d'article défini), basée sur le gallo-roman MASIONE, au sens médiéval (dans les noms de lieux) de « maison importante », voire « château », mot qui a donné le français maison, attesté dès le Xe siècle au sens de « bâtiment servant de logis, d'habitation, de demeure ». Le terme gallo-roman est issu du latin ma(n)sionem, accusatif de mansio « séjour, lieu de séjour, habitation, demeure, auberge ».

## Histoire
En 1830, la commune de Maisons absorbe celle des Hérils.

## Politique et administration

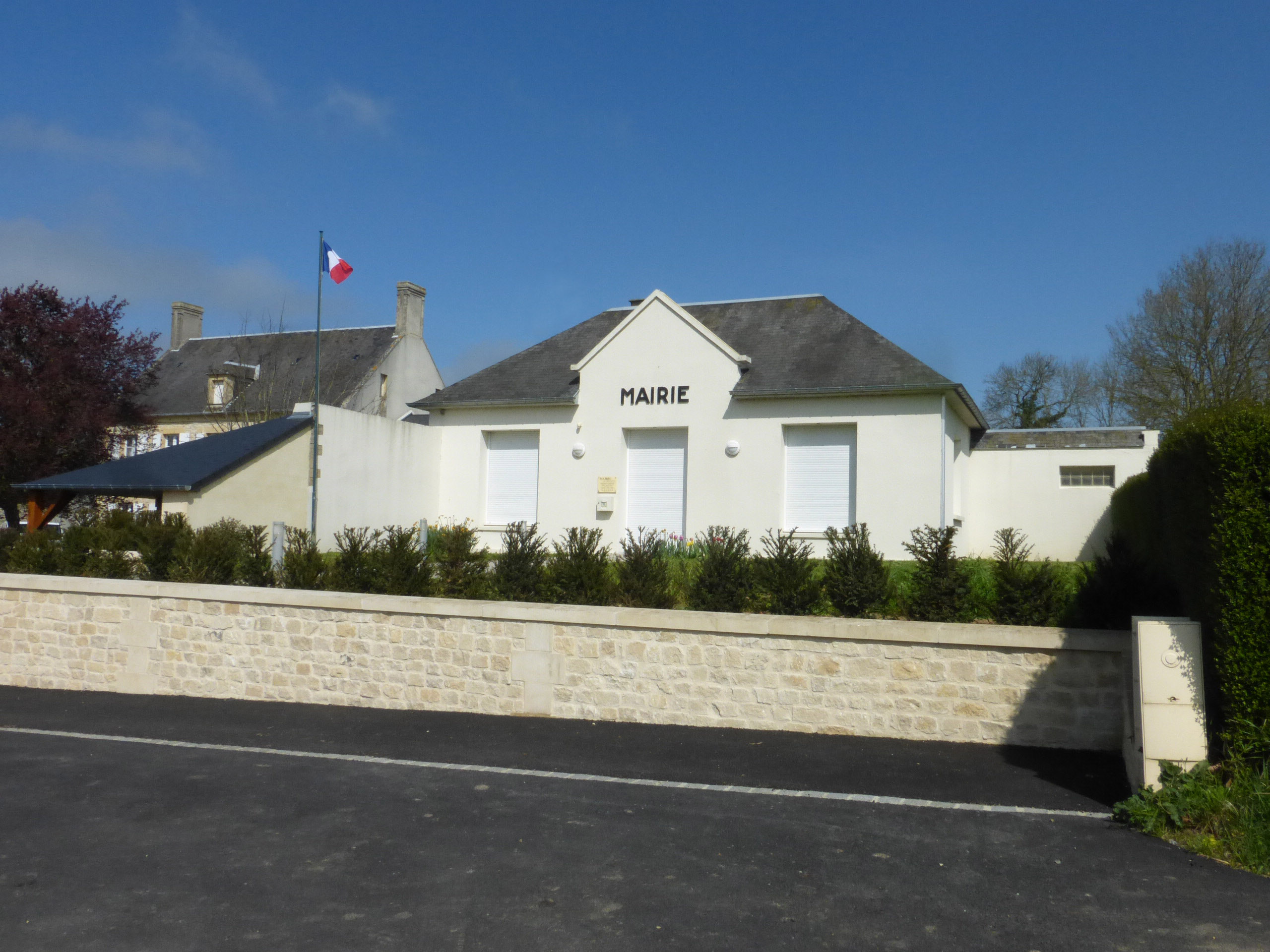
La mairie.

| Période                                  | Période   | Identité         | Étiquette | Qualité                   |
| ---------------------------------------- | --------- | ---------------- | --------- | ------------------------- |
| 1891                                     | 1919      | Maurice Gérard   |           |                           |
| ?                                        | mars 2001 | Camille Le Camus |           |                           |
| mars 2001                                | mars 2008 | Pierre Labbé     | SE        | Retraité de l'agriculture |
| mars 2008                                | En cours  | Jean-Noël Guibet | SE        | Cadre retraité            |
| Les données manquantes sont à compléter. |           |                  |           |                           |

## Démographie
L'évolution du nombre d'habitants est connue à travers les recensements de la population effectués dans la commune depuis 1793. Pour les communes de moins de 10 000 habitants, une enquête de recensement portant sur toute la population est réalisée tous les cinq ans, les populations de référence des années intermédiaires étant quant à elles estimées par interpolation ou extrapolation. Pour la commune, le premier recensement exhaustif entrant dans le cadre du nouveau dispositif a été réalisé en 2006.
En 2022, la commune comptait 430 habitants, en évolution de +10,26 % par rapport à 2016 (Calvados : +1,58 %, France hors Mayotte : +2,11 %).
| 1793 | 1800 | 1806 | 1821 | 1831 | 1836 | 1841 | 1846 | 1851 |
| ---- | ---- | ---- | ---- | ---- | ---- | ---- | ---- | ---- |
| 417  | 277  | 402  | 414  | 443  | 476  | 445  | 447  | 419  |

| 1856 | 1861 | 1866 | 1872 | 1876 | 1881 | 1886 | 1891 | 1896 |
| ---- | ---- | ---- | ---- | ---- | ---- | ---- | ---- | ---- |
| 427  | 416  | 377  | 346  | 356  | 348  | 352  | 365  | 340  |

| 1901 | 1906 | 1911 | 1921 | 1926 | 1931 | 1936 | 1946 | 1954 |
| ---- | ---- | ---- | ---- | ---- | ---- | ---- | ---- | ---- |
| 338  | 312  | 280  | 292  | 316  | 250  | 249  | 328  | 269  |

| 1962 | 1968 | 1975 | 1982 | 1990 | 1999 | 2006 | 2011 | 2016 |
| ---- | ---- | ---- | ---- | ---- | ---- | ---- | ---- | ---- |
| 288  | 271  | 269  | 308  | 347  | 320  | 395  | 387  | 390  |

| 2021 | 2022 | - | - | - | - | - | - | - |
| ---- | ---- | - | - | - | - | - | - | - |
| 418  | 430  | - | - | - | - | - | - | - |

La commune se situe dans la zone géographique des appellations d'origine protégée (AOP) Beurre d'Isigny et Crème d'Isigny.

## Lieux et monuments
- La fosse du Soucy est une cavité naturelle où la rivière Aure, se divisant, connait une perte sous la falaise de Port-en-Bessin qui fait résurgence au large du port, dans la mer de la Manche.
- Église dont la nef romane  a été complètement refaite à la fin du XIXe siècle. Le chœur date du XVe et le clocher du XVIIe[31].
- Château au sud-sud-ouest du village, sur le bord d'un affluent de l'Avre. Les bâtiments sont des XVIe – XVIIe siècles sauf la tour carrée au mur en damier datée du XVe[32], ayant appartenu au baron Maurice Gérard, et actuellement propriété de la famille d'Harcourt[33].

L'église Saint-Martin
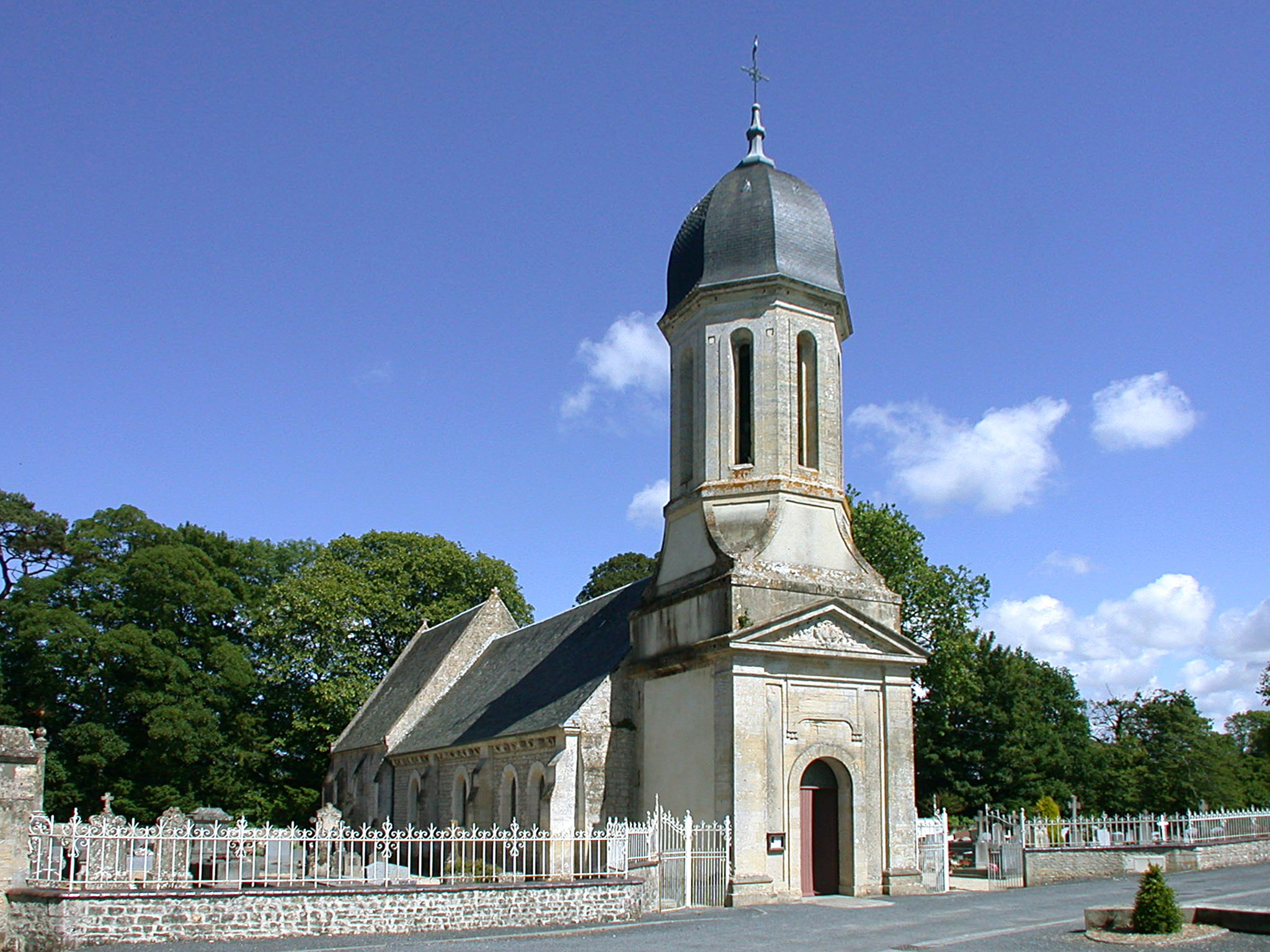
Vue nord-ouest.
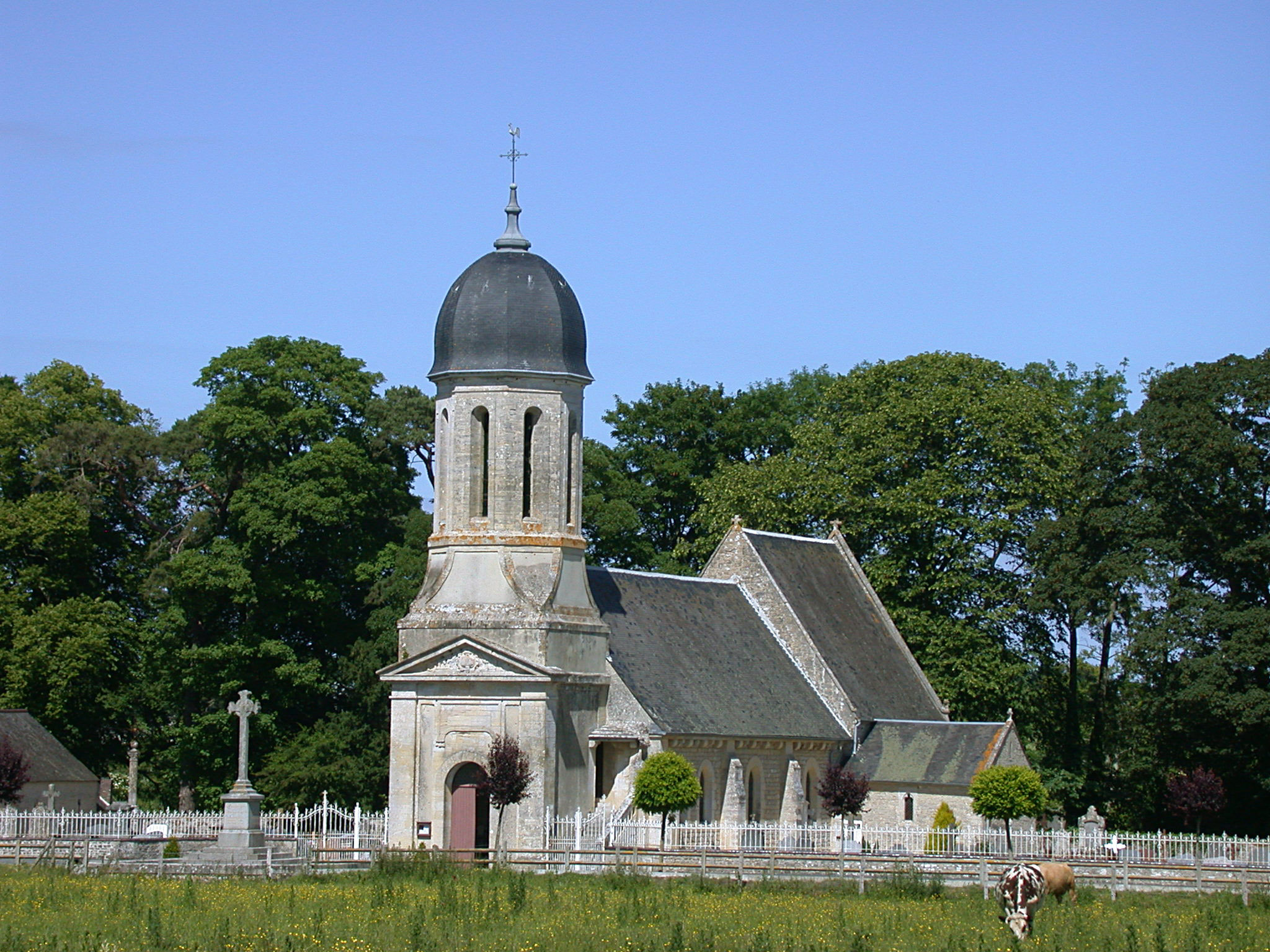
Vue sud-ouest.
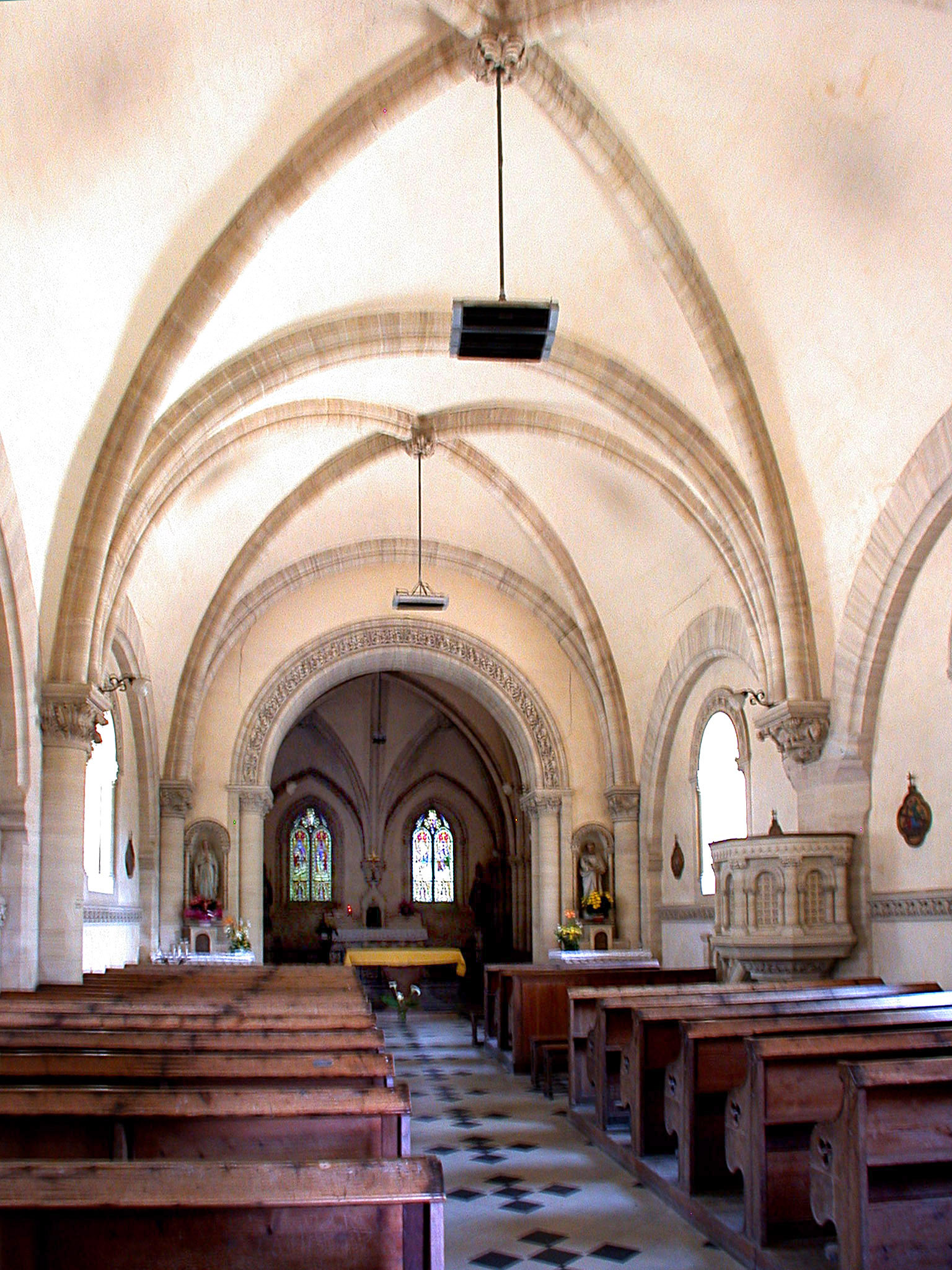
La nef.

## Activité et manifestations

### Sports
L'Union sportive de Maisons fait évoluer deux équipes de football en divisions de district.

## Personnalités liées à la commune
- Le Monnier, astronome, réside aux Hérils (commune absorbée par Maisons en 1830) et y meurt en 1799.

## Héraldique
| Blason de Maisons (Calvados) | Blason  | D'azur aux deux burelles ondées d'argent surmontées d'une tête de Minerve d'or, au chef bastillé du même. |
| Blason de Maisons (Calvados) | Détails | |